# Korálovky
Korálovky jsou rod (Lampropeltis Fitzinger 1843) užovkovitých hadů z čeledi Colubridae a podčeledi Colubrinae. V současné době se uznává 9 druhů tohoto rodu. Vědecké jméno Lampropeltis znamená něco ve smyslu „světlem oděná“, což odkazuje na nádheru těchto hadů.

## Taxonomie
Do rodu Lampropeltis patří tyto druhy:
- Lampropeltis alterna Brown 1901 – korálovka šedá
- Lampropeltis calligaster Harlan 1827 – korálovka prérijní
- Lampropeltis getula Linnaeus 1766 – korálovka pruhovaná
- Lampropeltis mexicana Garman 1884 – korálovka mexická
- Lampropeltis pyromelana Cope 1866 – korálovka královská
- Lampropeltis ruthveni Blanchard 1920 – korálovka Ruthvenova
- Lampropeltis triangulum Lacépede 1789 – korálovka sedlatá
- Lampropeltis webbi Bryson, Dixon & Lazcano 2005 – korálovka Webbova
- Lampropeltis zonata Lockington 1835 – korálovka horská

Kromě těchto druhů existuje velké množství poddruhů a barevných variací, takže se taxonomie tohoto rodu často mění. Na druhou stranu jde o velmi dobře popsané hady, kteří jsou často chovaní v zoologických zahradách a teráriích.

## Charakteristika rodu
Některé druhy korálovek postrádají klasické pruhy kolem těla a jsou spíše skvrnité. Mohou se plést s různými dalšími druhy užovek. Odlišovacím znakem korálovek jsou hladké šupiny a nerozdělený anální štítek. Měří od 40 cm po téměř 2 metry.
Korálovky se vyskytují v centrálních a jižních oblastech USA a ve Střední a Jižní Americe. Patří mezi mistry v napodobování, jde o tzv. mimetismus nebo batesovské mimikry, kdy nejedovatý živočich napodobuje živočicha jedovatého. Korálovky napodobují korálovce, což jsou jedovatí američtí hadi. Korálovky jsou výrazně barevné, střídají několik barevných pruhů kolem těla. Odlišujícím znakem je často fakt, že mají černý pruh vedle oranžového, zatímco korálovci červený vedle bílého. Toto odlišení však není vždy naprosto spolehlivé, takže je nebezpečné chytat korálovky přímo v divočině.

## Potrava
Korálovky jsou ofiofágové, což znamená, že jejich hlavní složkou potravy jsou jiní hadi. Jde mnohdy o jedovaté druhy, například korálovce, které napodobují, chřestýše a ploskolebce. Proti hemotoxickému jedu mají velkou imunitu. Zabíjejí uškrcením/udušením ve smyčkách svého těla, jejich stisk přepočtený na hmotnost je enormní, větší než u krajt či jiných užovek. Kromě hadů se jejich kořistí stávají i malí savci, ještěrky, ptáci a jiní živočichové. Požírají i vejce.
Jejich aktivita je převážně noční.

## Galerie

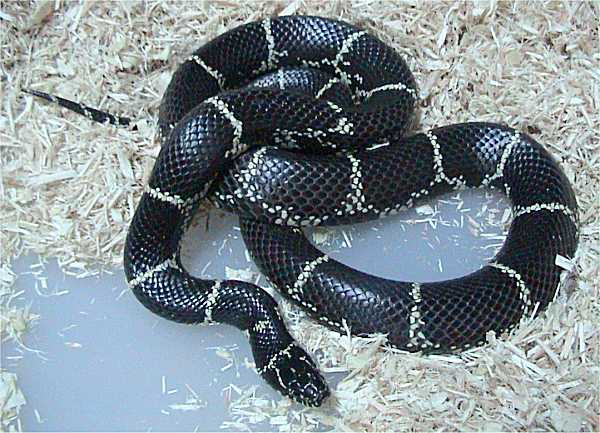
Lampropeltis getula getula
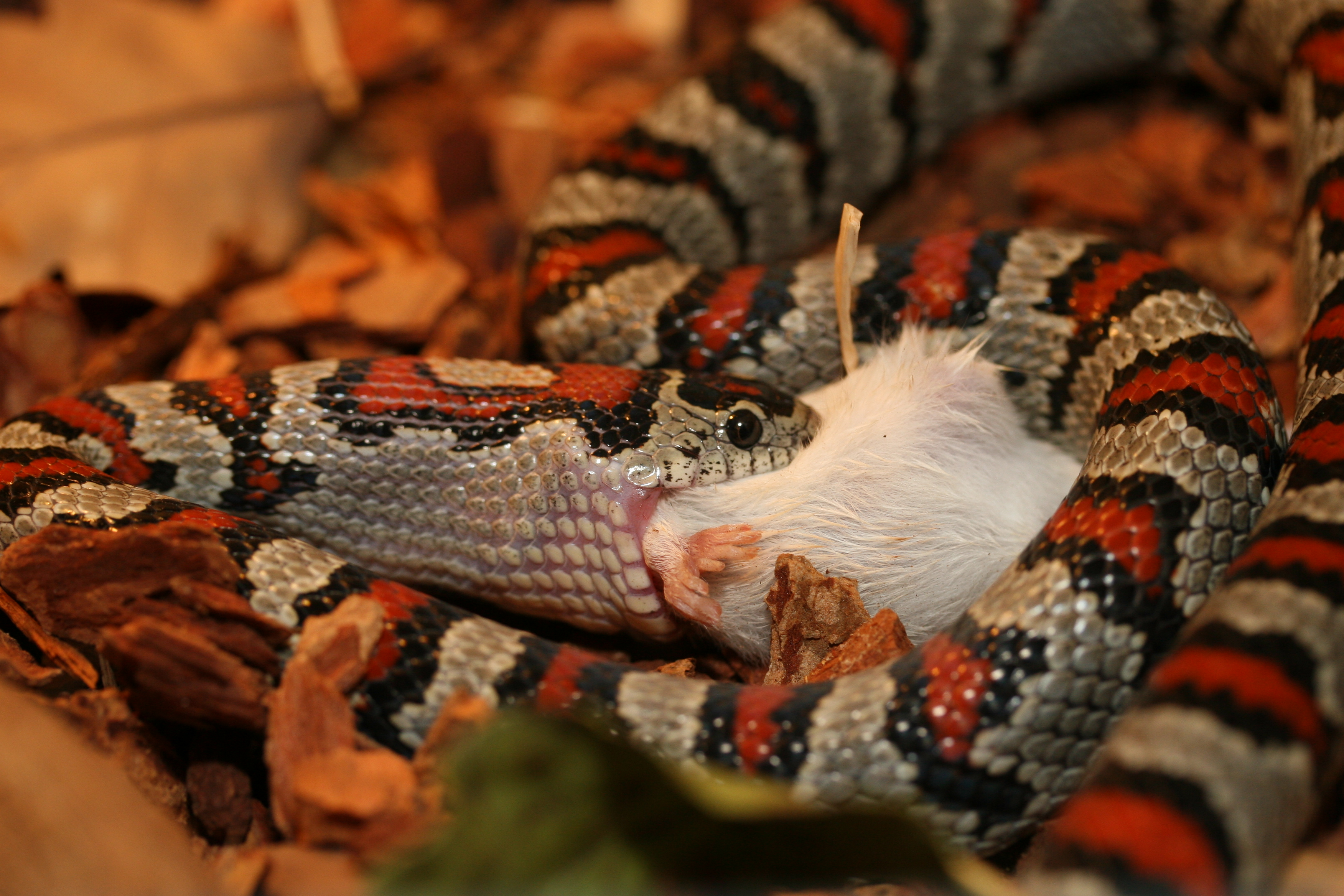
Lampropeltis mexicana Greeri
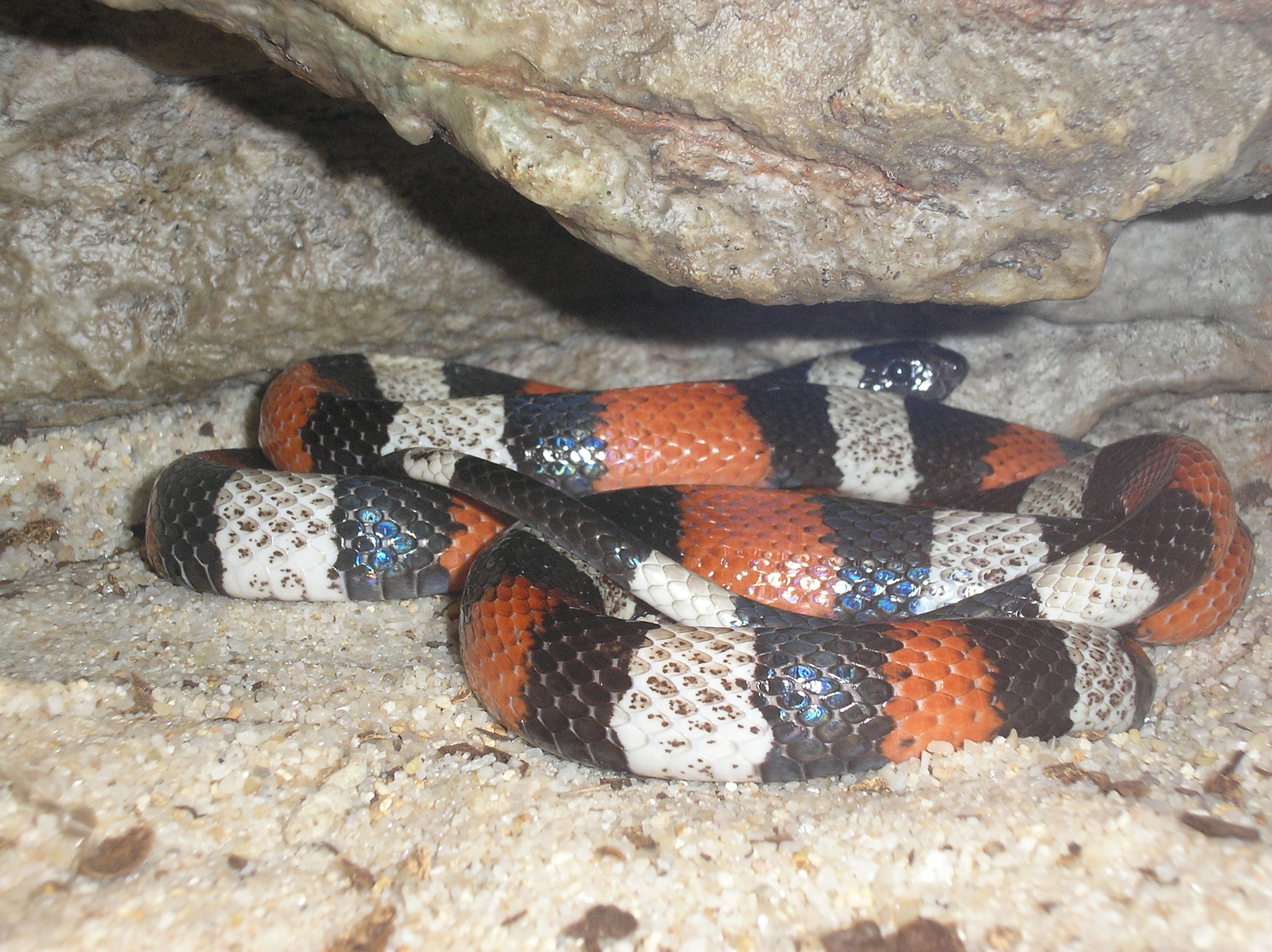
Lampropeltis triangulum
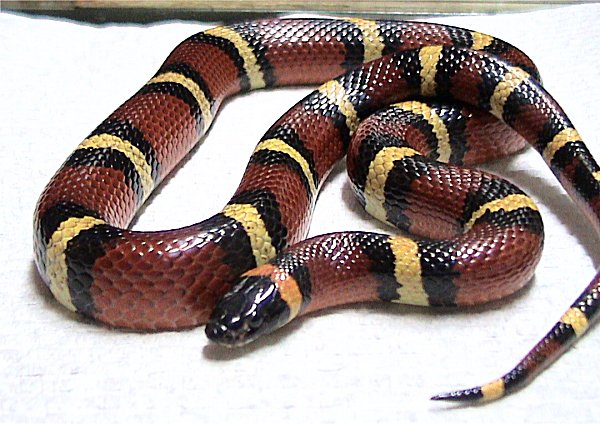
Lampropeltis triangulum annulata
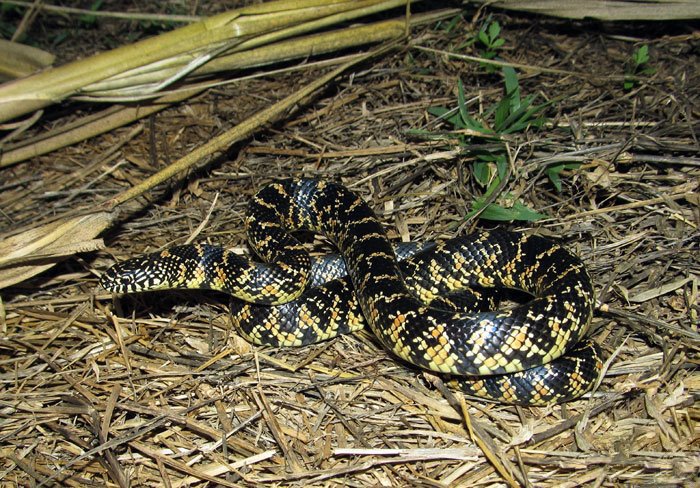
Lampropeltis getula floridana
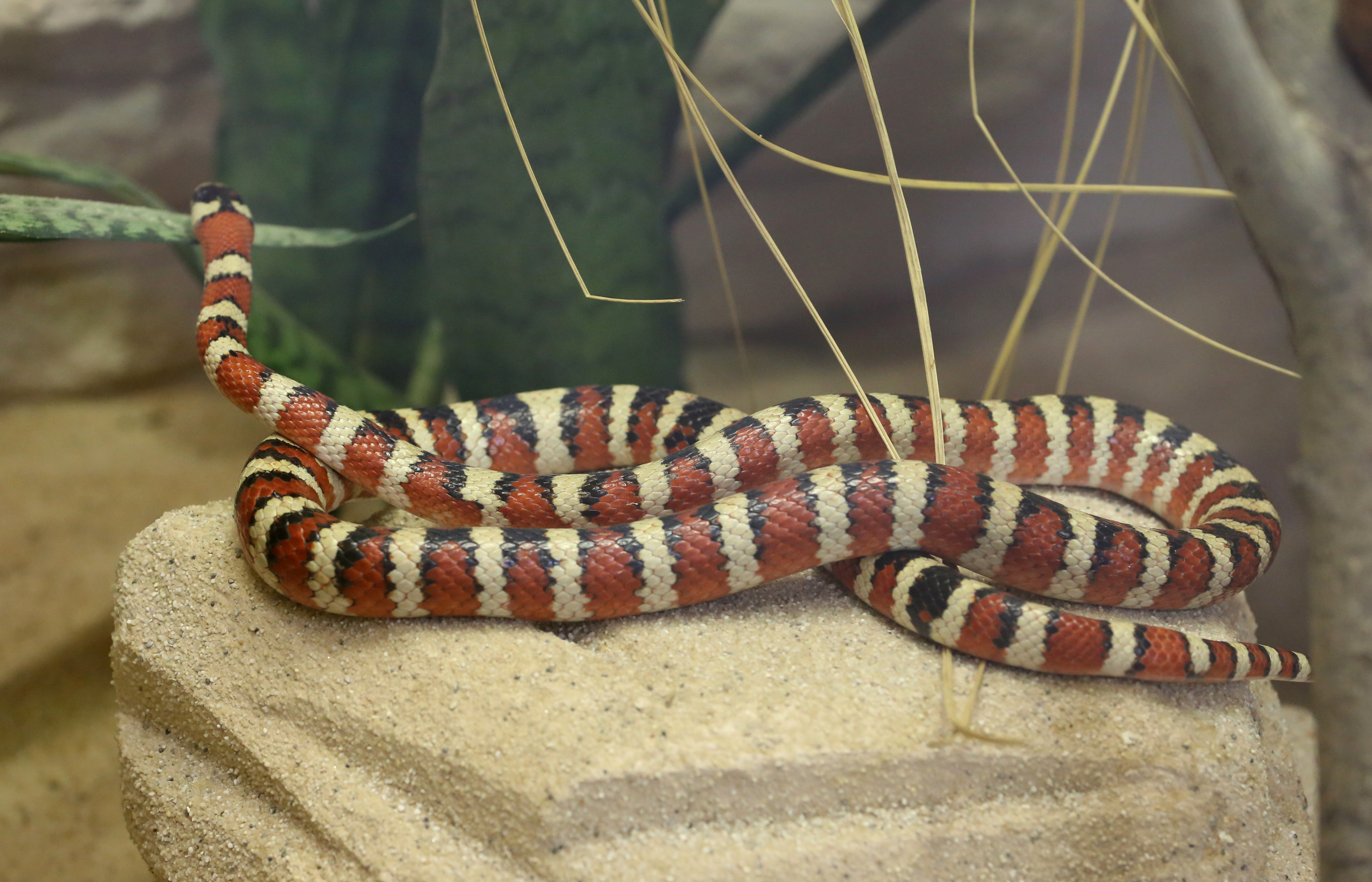
Lampropeltis pyromelana
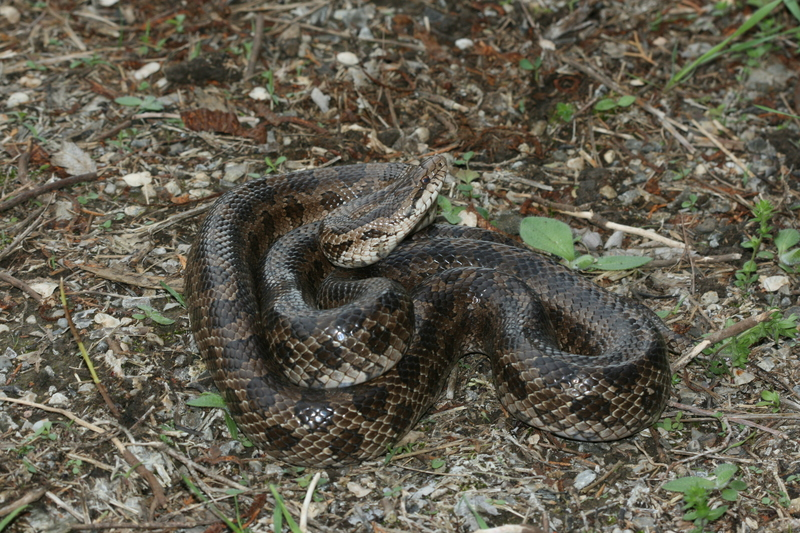
Lampropeltis calligaster